# Jahor Hierasimau
Jahor Hierasimau (biał. Ягор Герасімаў; ros. Егор Герасимов; ur. 11 listopada 1992 w Mińsku) – białoruski tenisista, reprezentant kraju w Pucharze Davisa.

## Kariera tenisowa
Zawodowym tenisistą Hierasimau został w 2010.
Startując w cyklu ATP Tour jest finalistą jednego turnieju w grze pojedynczej. Zwyciężył również w sześciu singlowych turniejach rangi ATP Challenger Tour.
W kwietniu 2013 zadebiutował w reprezentacji Białorusi w Pucharze Davisa.
W rankingu gry pojedynczej najwyżej był na 65. miejscu (24 lutego 2020), a w klasyfikacji gry podwójnej na 263. pozycji (2 marca 2015).

### Finały w turniejach ATP Tour
| Legenda                                      |
| -------------------------------------------- |
| Wielki Szlem                                 |
| Igrzyska olimpijskie                         |
| Tennis Masters Cup / ATP Finals              |
| ATP Masters Series / ATP Tour Masters 1000   |
| ATP International Series Gold / ATP Tour 500 |
| ATP International Series / ATP Tour 250      |

#### Gra pojedyncza (0–1)
| Końcowy wynik | Nr | Data          | Turniej | Nawierzchnia | Przeciwnik  | Wynik finału     |
| ------------- | -- | ------------- | ------- | ------------ | ----------- | ---------------- |
| Finalista     | 1. | 9 lutego 2020 | Pune    | Twarda       | Jiří Veselý | 6:7(2), 7:5, 3:6 |